# Ghetto de Mizotch
Le ghetto de Mizotch ou Mizocz (allemand : Misotsch ; cyrillique : Мизоч ; yiddish : מיזאָטש) était un ghetto pour les Juifs créé en 1941 par les autorités allemandes nazies dans la ville de Mizotch, dans l'ouest de l'Ukraine. En octobre 1942, la police allemande et des auxiliaires ukrainiens entourent le ghetto pour exécuter ses habitants. Ces derniers se révoltent pendant deux jours. Les survivants sont assassinés par les Einsatzgruppen.

## Contexte
L'histoire des Juifs à Mizotch débute au 18e siècle. En 1897, la population totale de la ville était de 2 662, dont 1 175 juifs possédaient des usines de production de feutre, d'huile et de sucre, ainsi qu'un moulin à farine et des scieries. Certains juifs ont émigré pendant la Première Guerre mondiale. Selon le recensement national de 1921 dans la deuxième République polonaise, 845 juifs peuplent Mizocz, la plupart s'identifiant au hassidisme de Turzysk. Leur nombre augmentera avec l'amélioration de l'économie polonaise.
Mizoch est situé à environ 29 km à l'est de Doubno. Avant l'invasion germano-soviétique de la Pologne en 1939, la ville de Mizocz était située dans la voïvodie de Wołyń, dans la deuxième République polonaise. Annexée par l'URSS à la suite de l'invasion soviétique de l'est de la Pologne en 1939, Mizocz est occupée par la Wehrmacht lors de l'opération Barbarossa. Quelque 300 Juifs s'enfuient avec les Soviétiques lors de l'invasion allemande.

## Soulèvement et massacres

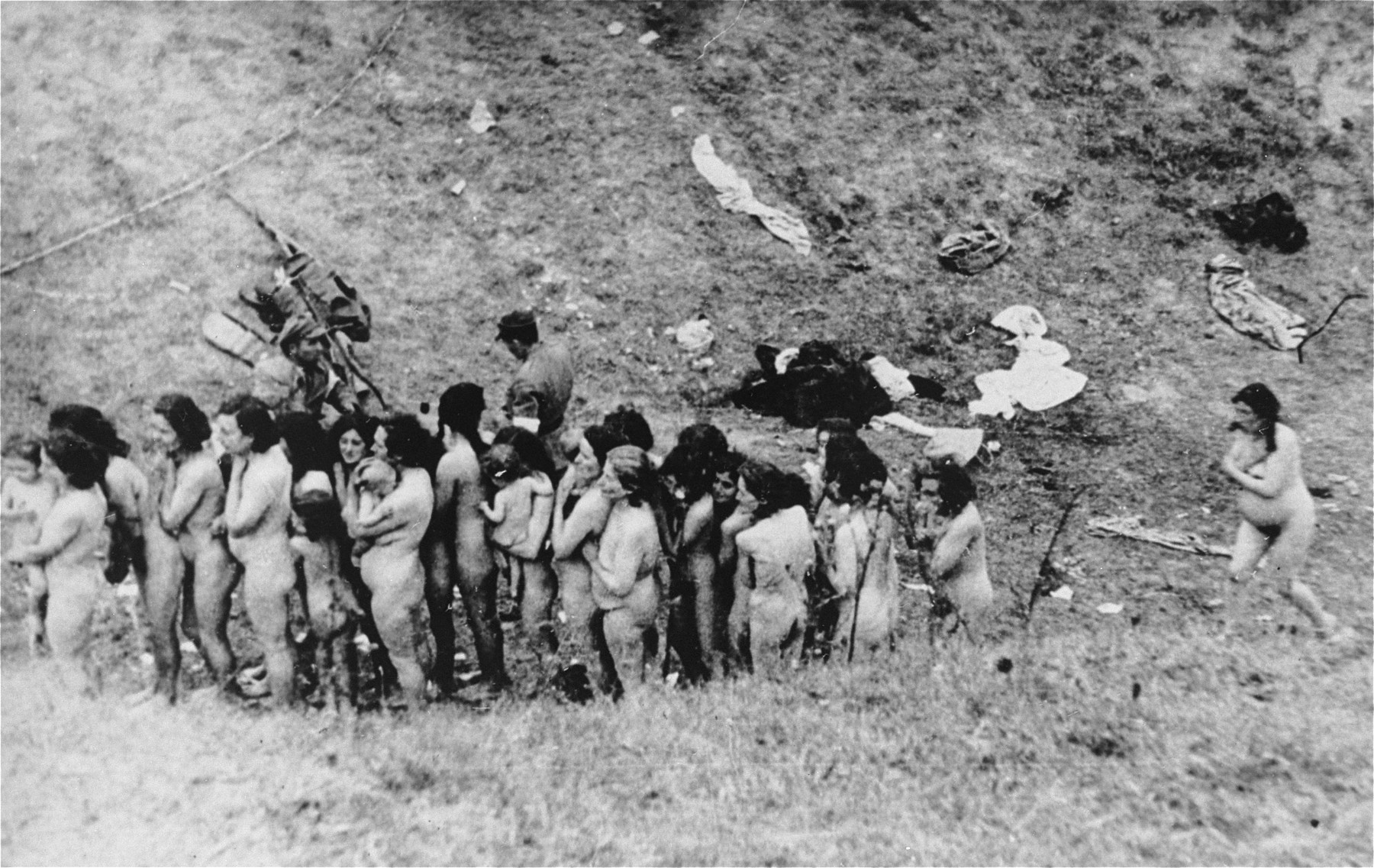
Des femmes juives nues font la queue avant leur exécution par la police allemande avec l'aide d'auxiliaires ukrainiens (13 octobre 1942).

Le 12 octobre 1942, le ghetto est fermé avec environ 1 700 juifs encerclé par la police auxiliaire ukrainienne et des policiers allemands en préparation de l'action de liquidation du ghetto. Les Juifs ont riposté dans un soulèvement qui a pu durer jusqu'à deux jours. Environ la moitié des habitants ont pu fuir ou se cacher dans la confusion avant que le soulèvement ne soit réprimé. Le 14 octobre, les survivants capturés ont été transportés dans des camions vers un ravin isolé et abattus.

### Photographies
Les exécutions ont été photographiées. Les images, appartenant au SS-Unterscharführer Schäfer jusqu'en 1945, faisaient partie de l'enquête de Ludwigsburg (ZSt. II 204 AR 1218/70), ultérieurement publiés et connus du grand public.
Deux des photographies montrent l'Aktion en cours. Les photographies montrent clairement la pratique d'exécution courante pendant la Shoah par balles dans le Reichskommissariat Ukraine. Les victimes ont été conduites au lieu du meurtre en groupes d'une cinquantaine d'individus environ, et forcées de s'allonger parmi les victimes précédentes, puis abattus d'une balle dans la nuque ou la tête. Les historiens ont commenté la brutalité montrée dans les photographies du meurtre de masse à Mizocz : 

« En 1942, à Mizocz, dans la région de Rovno en Ukraine, environ 1 700 juifs ont été exécutés. Les photographies montrent un grand nombre de personnes rassemblées dans un ravin, des femmes et des enfants déshabillés, une file de femmes et d'enfants nus dans une file d'attente et enfin leurs corps exécutés. Deux photographies particulièrement déchirantes montrent la police allemande debout au milieu de tas de cadavres nus de femmes éparpillées de chaque côté du ravin. »

La description archivistique de l'ensemble des photographies du United States Holocaust Memorial Museum (USHMM) comprend les déclarations suivantes. Photographie n ° 17876: D'après la Zentrale Stelle en Allemagne (Zst. II 204 AR 1218/70), ces Juifs ont été récupérés par la gendarmerie allemande et la Schutzmannschaft ukrainienne lors de la liquidation du ghetto de Mizocz, qui détenait environ 1 700 juifs. Photographie n ° 17877: « Femmes juives nues, dont certaines sont tenant des nourrissons, attendent en ligne avant leur exécution par l'allemand Sipo et SD avec l'aide d'auxiliaires ukrainiens. » Photographie # 17879: « Un policier allemand se prépare à terminer une exécution de masse en abattant deux enfants juifs. » Photographie n ° 17878: « Un policier allemand tire sur des femmes juives encore en vie après une exécution en masse » (Zst. II 204 AR 1218/70),.

### Conséquences
Mizocz a été l'un des sites des massacres de l'OUN-UPA d'une centaine de Polonais par des nationalistes ukrainiens fin août 1943. Environ 60% des maisons ont été incendiées et brûlées. Parmi les victimes figure le menuisier ukrainien M. Zachmacz et toute sa famille, assassinés avec les Polonais parce qu'il refusait de collaborer. Son fils de huit ans a survécu en se cachant avec les Polonais.
Après la Seconde Guerre mondiale, les frontières de la Pologne ont été redessinées et Mizoch incorporé dans la RSS d'Ukraine. La communauté juive n'a jamais été restaurée. Après la dissolution de l'Union soviétique, la ville devint partie intégrante de l'Ukraine indépendante,.